# Certosa di Notre-Dame-du-val-de-Bénédiction
La Certosa di Notre-Dame-du-Val-de-Bénédiction è una certosa medievale sita in Francia, a Villeneuve-lès-Avignon, nel dipartimento di Gard. È registrata come Monumento storico di Francia.

## Storia
La certosa fu fatta erigere da papa Innocenzo VI accanto al proprio palazzo tra il 1356 e il 1358, quando fu consacrata la chiesa abbaziale da parte del cardinale Guy de Boulogne, alla presenza di Innocenzo VI. Nel 1365 il palazzo di Innocenzo bruciò e il nipote di Innocenzo, cardinale Étienne Aubert, fece trasformare in celle il palazzo dello zio che non era ancora stato integrato nella certosa. Questo nipote morì nel 1369 e un altro nipote di Innocenzo VI, cardinale Pierre de Monteruc, fece portare a termine i lavori realizzando il chiostro di san Giovanni a ovest del Gran chiostro e costruendo dodici nuove celle. Fece anche ingrandire la chiesa, nella quale fu poi inumata la sua salma in una delle cappelle. 
La generosità della famiglia degli Aubert permise alla comunità certosina di arricchire notevolmente la certosa. Altre grandi famiglie locali donarono alla certosa terre e fabbricati.
Dai primi decenni dalla sua fondazione, la certosa ricevette domini estesi e remunerativi sulla riva destra del Rodano (Les Angles, Aramon), sulle isole del fiume, sulla sua riva sinistra (Carpentras, Bédarrides) ma anche in località lontane, come ad esempio nel territorio della diocesi di Uzès. Questo patrimonio fondiario s'ingrandì con l'acquisizione delle paludi prosciugate, di Pujaut. Quest'ultima operazione fu realizzata solo dopo aver affrontato grandi difficoltà tecniche e finanziarie. Dal 1611 al 1712 i certosini consolidarono i lavori di prosciugamento e coltivarono la metà della palude prosciugata, producendo grano, orzo, avena, uva e foglie di gelso per l'allevamento del baco da seta. Questi ricavi permisero ai certosini di abbellire il loro convento e di distribuire regolarmente cibo ai poveri.
Nel 1649 fu predisposto il progetto di un portale monumentale, che trovò la sua realizzazione grazie all'architetto François de Royers de La Valfrenière. Nel 1660 esso fu attraversato in pompa magna da Luigi XIV di Francia e dal suo seguito, del quale faceva parte anche il cardinale Mazarino. Nel 1691 i certosini ordinarono trentotto stalli per il coro della loro chiesa al falegname-scultore di Avignone, Charles Boisselin.
Con la soppressione degli ordini monastici da parte delle autorità rivoluzionarie con la legge del febbraio 1790, la certosa fu posta in vendita e aggiudicata il 17 marzo 1793 per 103 000 franchi ad André Dufour de Pujaut, che però non riuscì a pagarla. La certosa allora fu frazionata in diciassette lotti e venduta in una seconda aggiudicazione che ebbe luogo il 20 luglio 1794. Gli edifici furono allora trasformati in abitazioni civili o utilizzati per usi agricoli o di allevamento. Si formò così una città all'interno di Villeneuve-lès-Avignon. Da allora i lotti non smisero di essere frazionati in numerose parti. Così alla fine del XIX secolo si contavano, su un complesso di quindici ettari ben 286 parti, di cui più della metà all'interno del recinto.
Nel 1909 l'architetto Jules Formigé fu incaricato dall'autorità per i monumenti storici di effettuare una rilevazione degli edifici e d'intraprendere i primi lavori. Lo Stato impiegò più di vent'anni ad acquistare le diverse parti, una dopo l'altra.
Nel 1973 la certosa divenne un centro di incontri culturali con la creazione di un Centro internazionale di ricerca, di creazione e di animazione (CIRCA). A partire dal 1974, ogni estate vengono organizzati incontri internazionali nel corso dei quali artisti internazionali presentano i loro spettacoli: la ballerina-coreografa Carolyn Carlson, l'attore Michael Lonsdale, il duo comico Philippe Avron e Claude Evrard, o il clown Jango Edwards, etc.
Nel 1990 è stato creato il Centro nazionale di scrittura e spettacolo (CNES) la cui duplice missione è la presentazione del monumento e l'accoglienza di artisti.

## Descrizione

### Pianta della certosa
1. Padiglione d'ingresso

2. Cortile delle donne

Pianta della certosa.

3. Ingresso alla clausura, portale monumentale

4. Viale dei gelsi

5. Quartiere dei funzionari (coadiutori, procuratori)

6. Accettazione ospiti

7. Biblioteca

8. Piazza della chiesa

9. Chiesa di Santa Maria coro dei padri con abside sfondata

10. Cappella della Trinità con tomba d'Innocenzo VI

11. Cappella di San Bruno

12. Chiesa di Santa Maria coro dei frati

13. Piccolo chiostro

14. Capitolo

15. Alloggio del sacrestano
 
16. Cella d'un certosino ricostruita e visitabile

17. Gran chiostro o chiostro dei morti

18. Lavanderia e prigioni

19. Giardino delle essenze
 
20. Cappella dei morti

21. Cappella degli affreschi o di San Giovanni Battista
 
22. Grande tinello, sala per spettacoli

23. Panetteria

24. Ospedale

25. Caffetteria, salone da tè

26. Chiostro e fontana San Giovanni, luogo della corte del palazzo di Étienne Aubert

27. Quartiere e giardini dei concerti.

### Il cortile delle donne e l'ingresso alla clausura

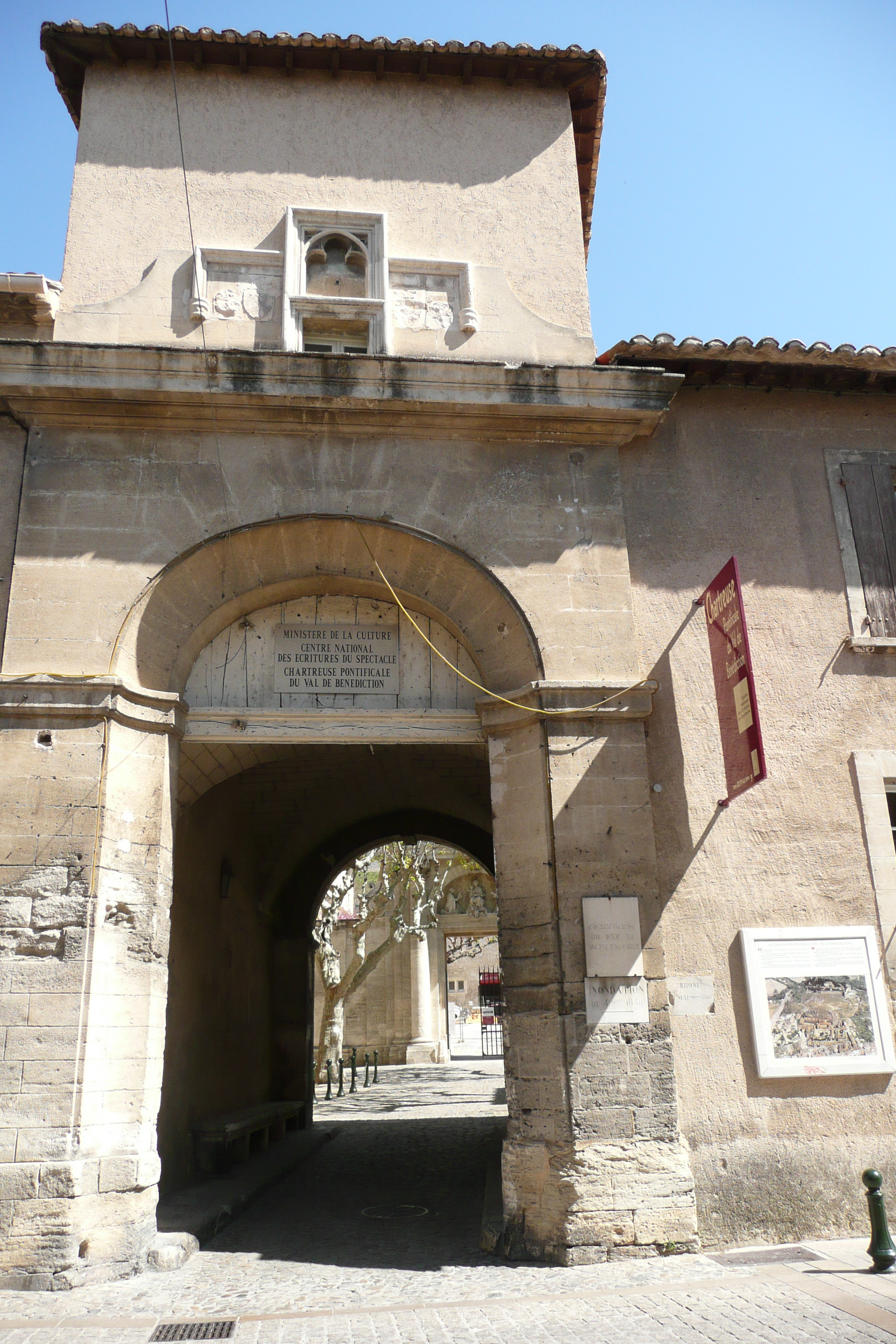
L'ingresso della certosa di Villeneuve-lès-Avignon.

L'ingresso è un padiglione rimaneggiato nel XVIII secolo con il reimpiego dei blasoni dei cardinali Étienne Aubert iunuiore e Pierre de Monteruc e di quello dell'Ordine certosino, martellato durante la rivoluzione.
Il cortile delle donne o corte dei comuni costituiva una separazione tra il monastero e il mondo esterno. In fondo a sinistra si trova la via dell'Armelier, che dava accesso alle forniture di legna e derrate diverse. In fondo a destra un altro vicolo serviva i granai.
Il cortile sbuca sulla porta della clausura, opera di François Royers de la Valfenière e dello scultore Barthélemy Grangier, risalente al 1649. Il vaso con fiori e frutti alla sommità della porta rappresenta foglie di acanto e di melograno: deposto durante il restauro del portale effettuato nel 1990-1991, una copia ha sostituito l'originale, che è stato posto in un viale del Gran chiostro.

### Il viale dei gelsi

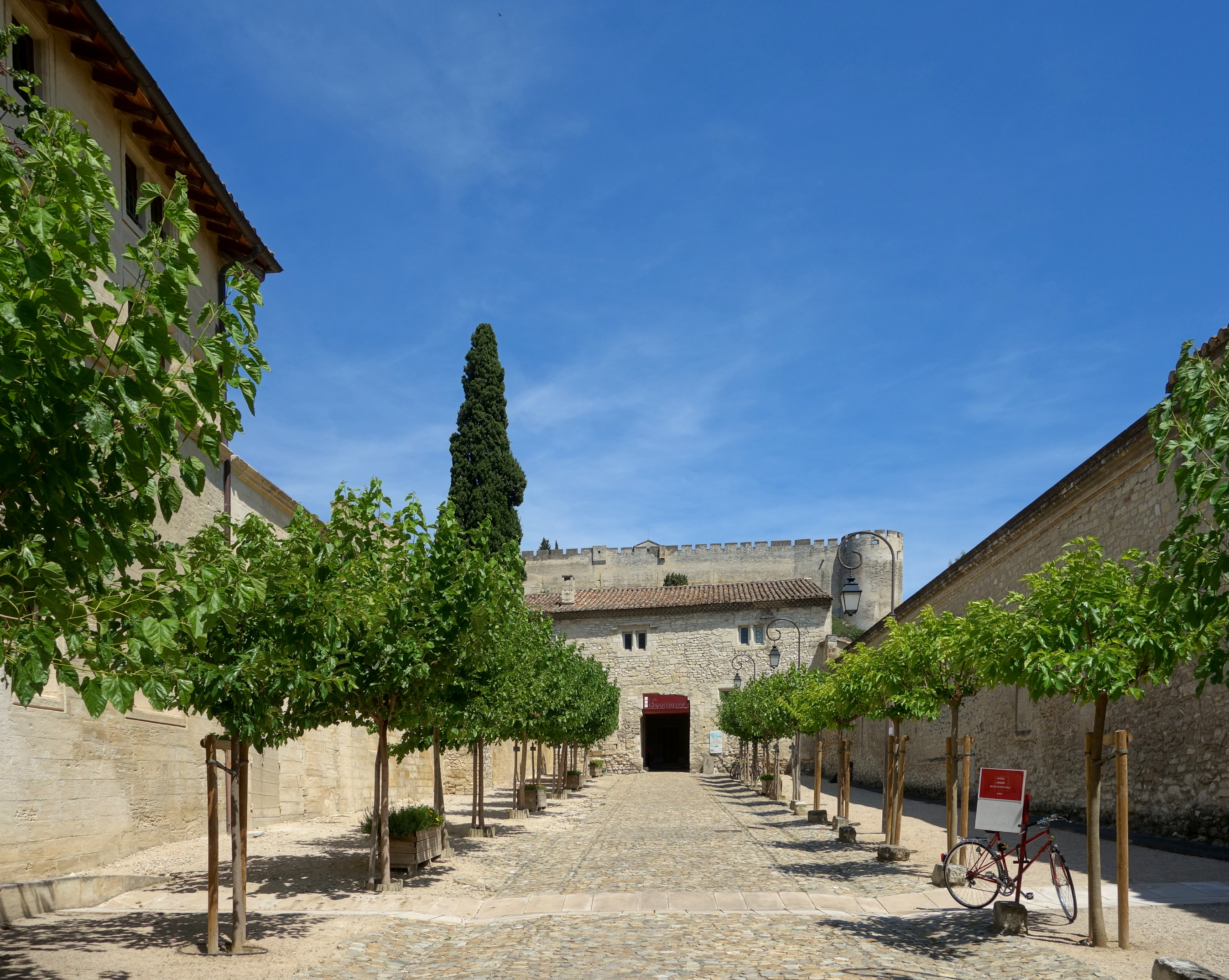
Viale dei gelsi.

Questo viale conduceva all'antico alloggio del priore ove si trova la reception. Il viale costeggia il quartiere dei conversi costituito da diversi locali eretti dalla fine del XVI secolo all'inizio del XVII.

### La chiesa conventuale

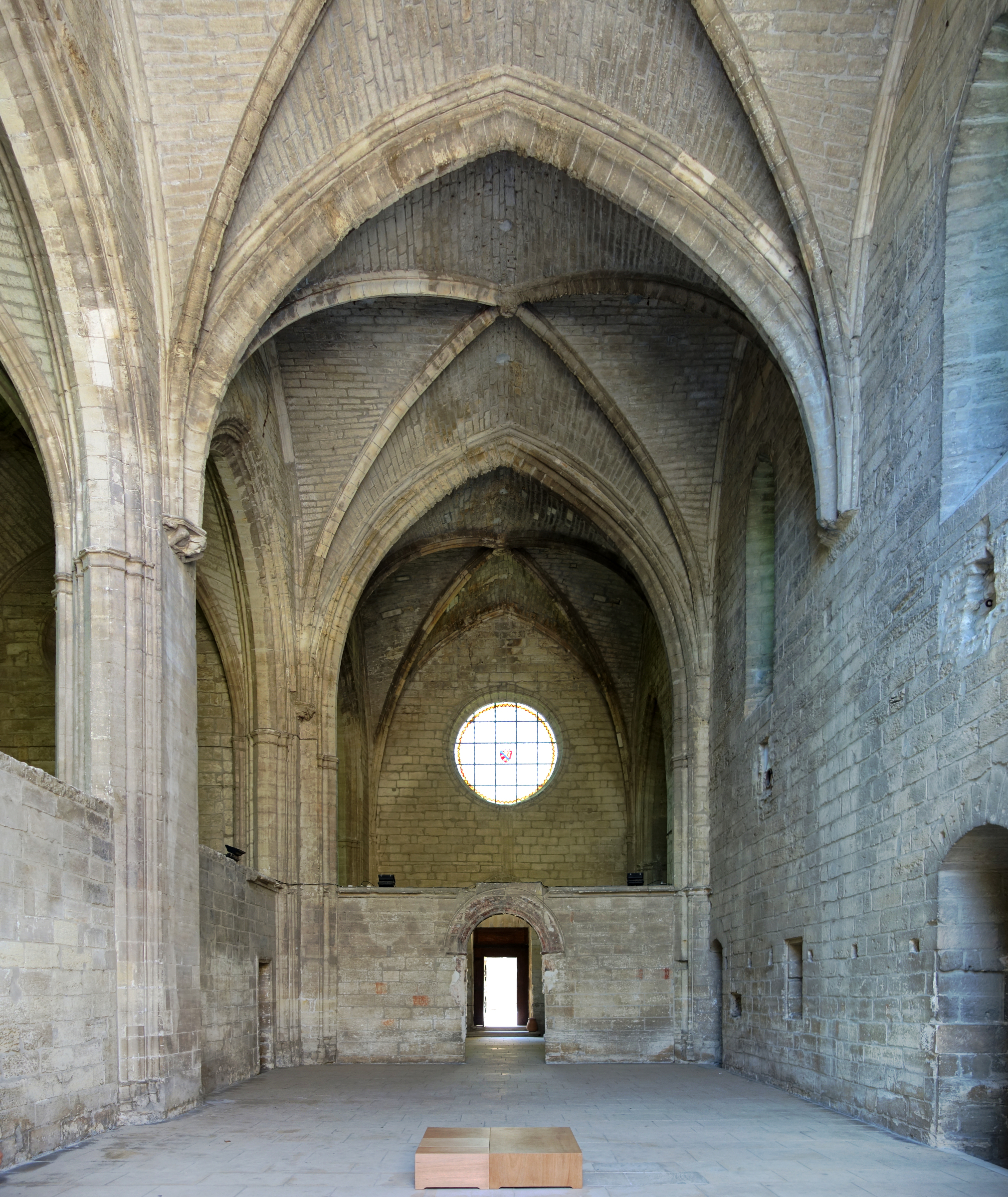
La chiesa

Questa chiesa, dedicata inizialmente a san Giovanni Battista e poi alla Madonna, fu fatta erigere da papa Innocenzo VI. Inizialmente (1353-1356) aveva una sola navata a tre campate, sufficiente per i dodici padri e i frati. Fu ingrandita una prima volta nel 1360-1361 per ospitare la tomba di questo papa, con la costruzione a sud della chiesa di una nuova abside pentagonale e di una campata della seconda navata. Negli anni 1363-1365 la seconda navata fu prolungata con la realizzazione di una seconda e una terza campata. Infine, nel 1372, a ovest delle due navate, ne fu realizzata una terza riservata al coro dei conversi. Le travi principali e le nervature cadono su zoccoli scolpiti.

### Il piccolo chiostro e la sala capitolare

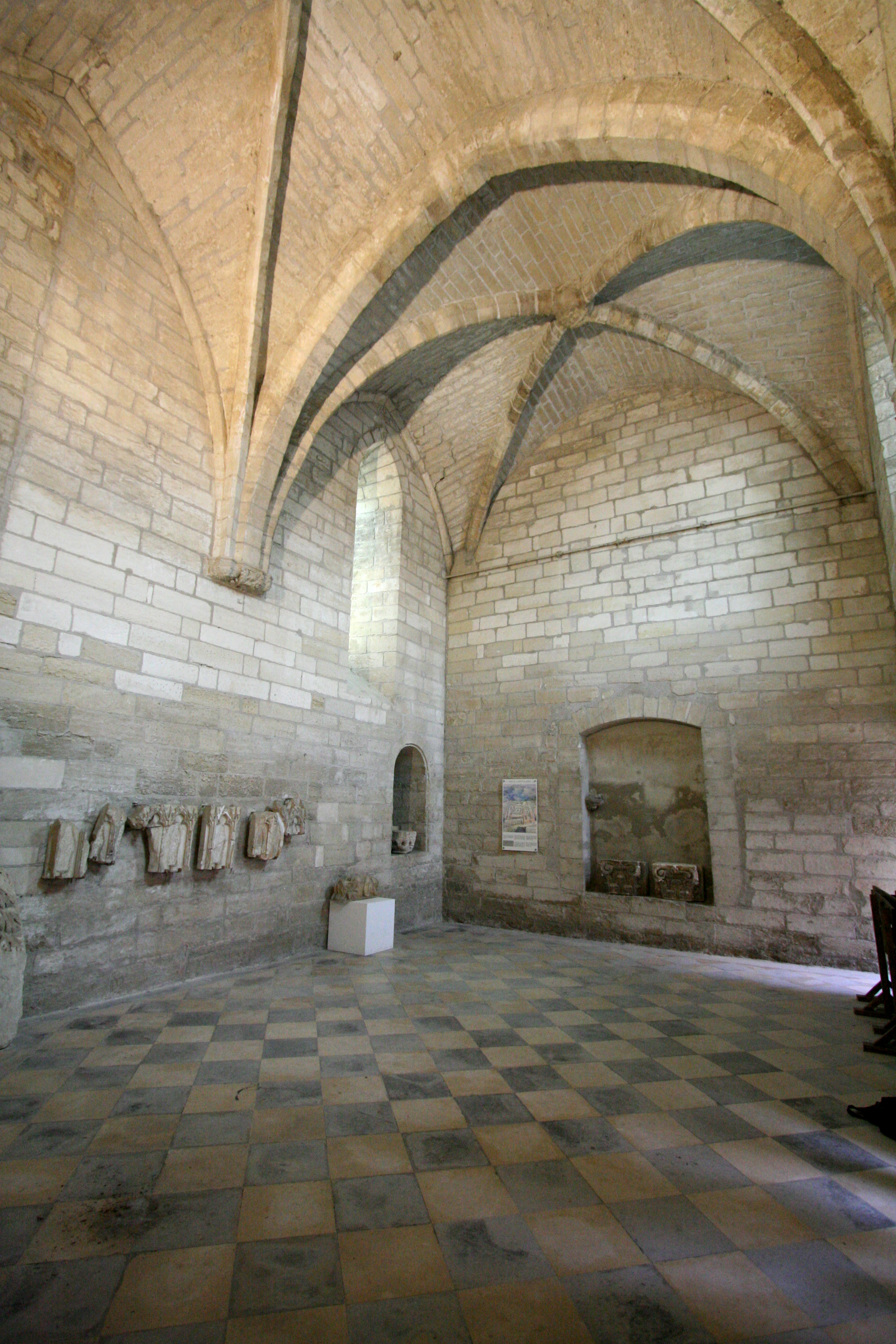
La sala capitolare.

Il piccolo chiostro appartiene al primo periodo della fondazione della certosa; la sua galleria meridionale è detta "del colloquio", poiché la domenica e nei giorni feriali i religiosi potevano rompervi il silenzio per brevi momenti.
Dalla galleria est si accede alla sala capitolare con volta a due travi d'ogiva Era il luogo delle confessioni e della lettura delle regole dell'Ordine. Questo spazio, spoglio in origine, durante l'epoca classica conobbe la stessa evoluzione della chiesa, ricevendo ricche decorazioni con tavole conservate, per quello che non è andato perduto durante la rivoluzione, al museo Pierre-de-Luxembourg di Villeneuve-lès-Avignon. Infine, in questa sala, si può notare uno zoccolo scolpito rappresentante un monaco e un caprone, quest'ultimo simbolo del diavolo.

### Le celle

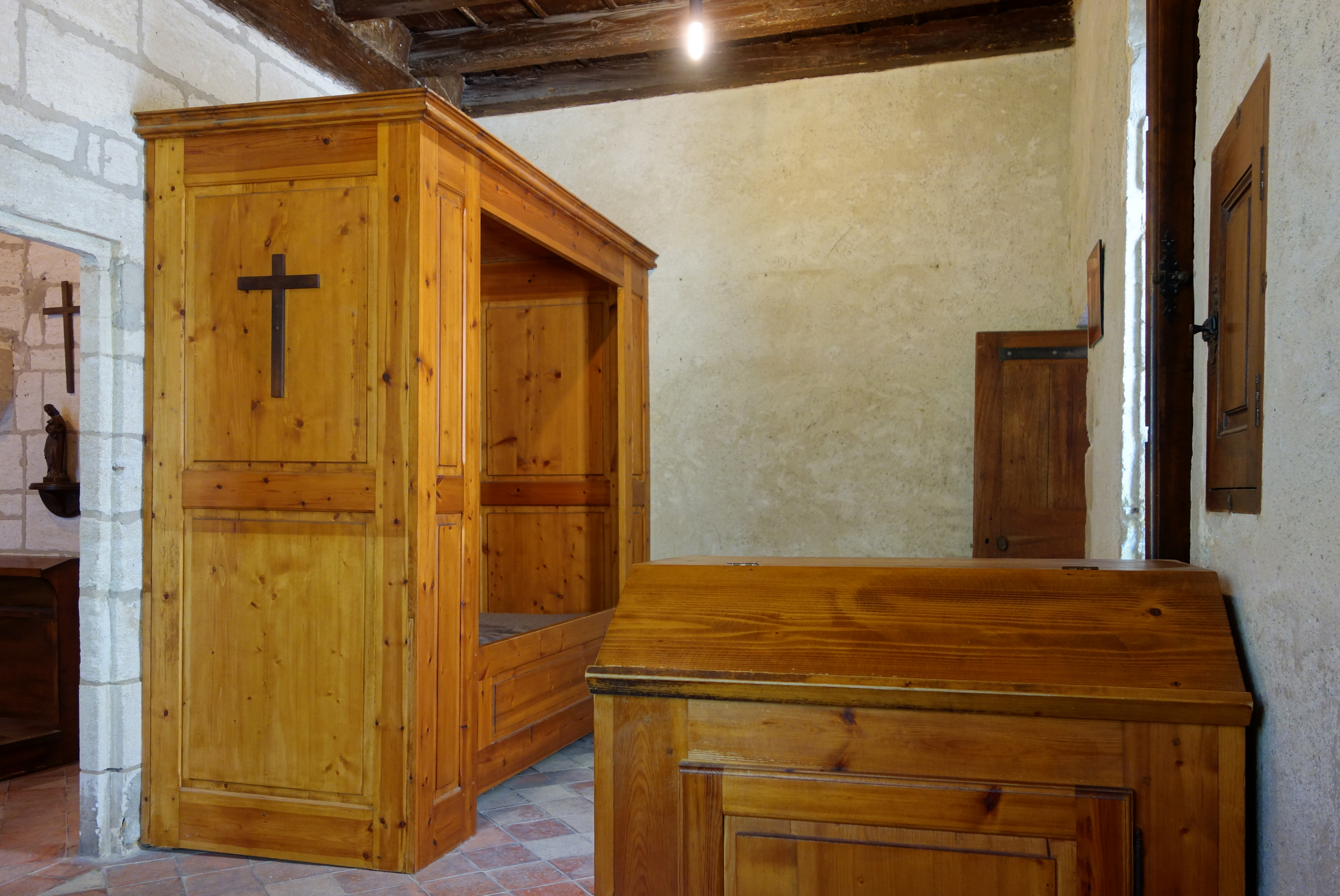
Camera d'una cella.

A lato dell'ingresso di ogni cella una piccola porta in legno serviva da passa-vivande. Il passaggio era formato in modo tale nel muro in direzione obliqua che i fratelli non potevano vedersi e quindi non erano tentati di parlarsi. Ogni cella era costituita da tre parti: una, dedicata ai lavori manuali, un'Ave Maria, una cameretta con un altare attraverso la quale si rientra nella cella e una camera (cubiculum). Dalla parte dedicata ai lavori manuali una scala permetteva di accedere a un balcone per prendere aria.

### Il chiostro dei morti

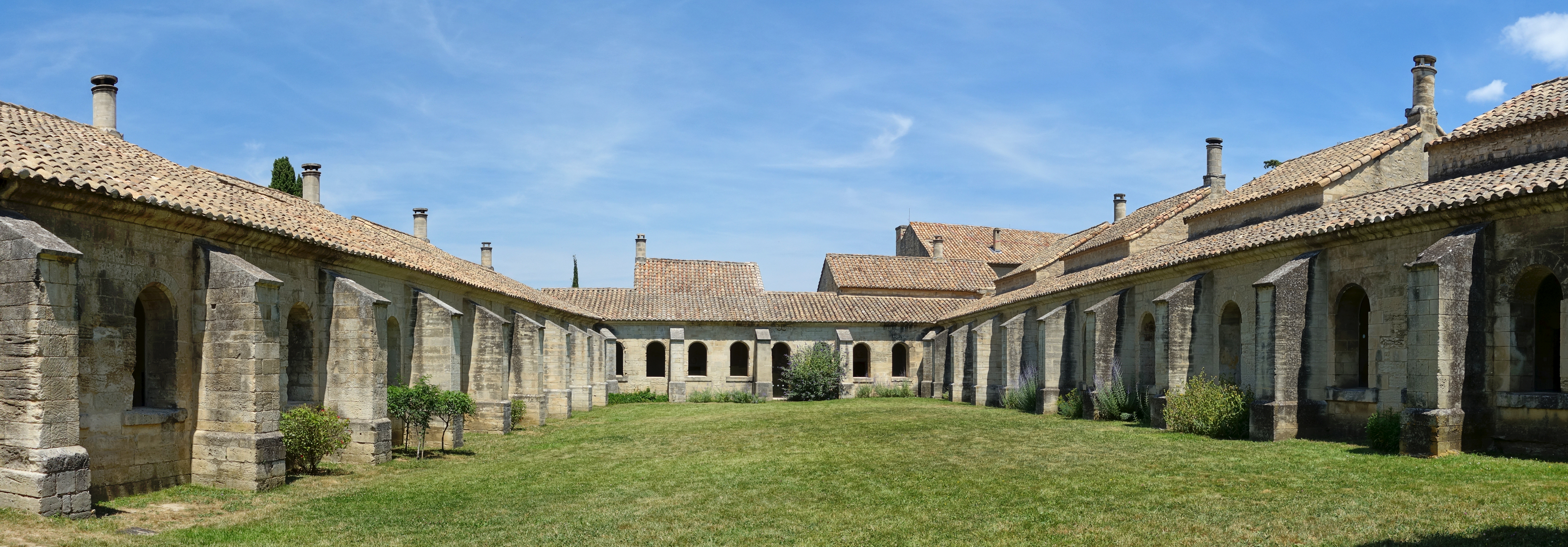
Il "Gran chiostro, o "chiostro dei morti".

Al centro di questo chiostro si trova un grande spazio verde che serviva, nella parte sud, da luogo di sepoltura dei monaci, che venivano interrati nella stessa terra; è per questo che ai margini di questo cimitero era stata costruita una cappella, detta "cappella dei morti".
Tutt'intorno, lungo le tre gallerie, si trovano le dodici celle della prima fondazione. Queste, che erano originariamente probabilmente in legno, sono state oggetto di una ricostruzione nel 1610.
Le celle dei monaci sono oggi abitate da diversi invitati (attori, scenografi, ecc.) del Centro nazionale della scrittura e dello spettacolo, ad eccezione di una (detta "cella testimone") che è stata ristrutturata ed è a disposizione per la visita de turisti.

### Lavanderia e prigione

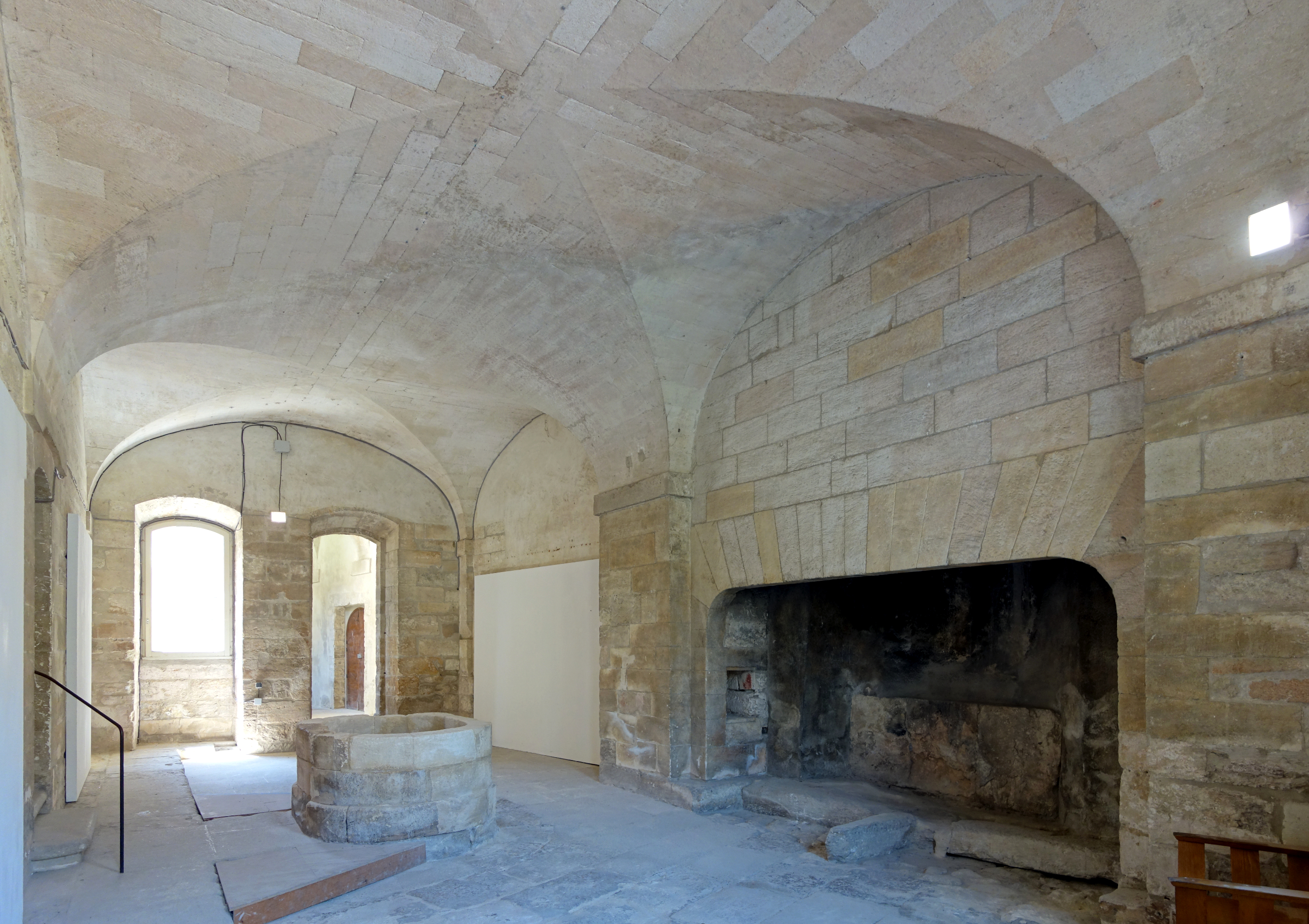
La lavanderia.

La lavanderia, luogo ove si lavava la biancheria, fu ristrutturata nel XVII secolo. Essa è contornata da sette celle per prigionieri, tre al piano-terra, attigue alla lavanderia, e quattro al piano superiore. Di superficie di 12 m² circa, le celle sono dotate di camino. Il penitente aveva a sua disposizione un tavolo e un letto. Nel muro di ogni cella un lucernario "puntava" ad un altare situato al piano superiore che permetteva al frate imprigionato di seguire l'ufficio divino.

### La cappella degli affreschi e il gran tinello

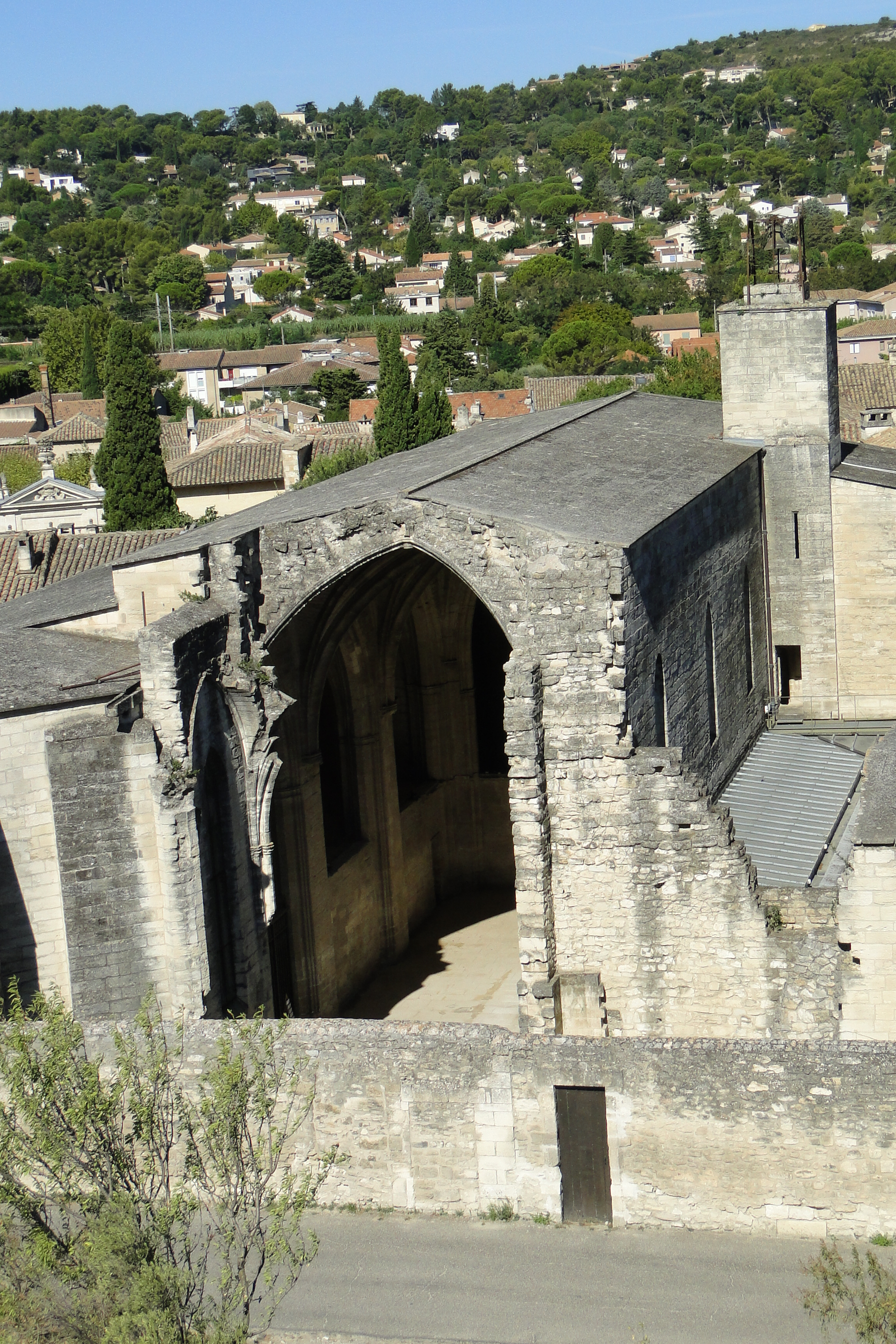
Il Grand Tinel della certosa (scoperchiato durante l'uso privato conseguente alla vendita dei beni ecclesiastici)

Questa cappella è situata a sud del ed apparteneva al palazzo che Étienne Aubert si era fatto costruire prima di diventare papa con il nome di Innocenzo VI.
Essa è ridotta a un'abside a cinque spioventi i cui muri hanno conservato begli affreschi realizzati da Matteo Giovannetti, pittore chiamato dai papi Clemente VI e Innocenzo VI. Affreschi simili si trovavano parimenti sul muro del tinello trasformato in refettorio al momento dell'incorporazione del palazzo nella certosa e utilizzato come sala riunioni o di spettacoli; essi sono scomparsi del tutto ad eccezione di qualche vestigia sui vani di alcune finestre, quindi solo la cappella conserva i suoi affreschi.
La volta della cappella presentava in ciascuno dei suoi compartimenti due angeli opposti in piedi su nuvolette su sfondo azzurro (riferimento F): non ne restano che deboli frammenti. La parte bassa di ciascun spiovente è decorata con pannelli ad imitazione del marmo. Gli affreschi si trovano all'altezza delle finestre e al di sotto della base di alcune di esse.

Schema della ripartizione degli affreschi.

#### Il muro est
Su questo spiovente sono rappresentate:
- in alto a sinistra (riferimento 1), l'apparizione dell'angelo che annuncia a Zaccaria la futura gravidanza della moglie Elisabetta e la nascita del figlio Giovanni. L'angelo dalle ali colorate si rivolge a Zaccaria dal quale è separato da un altare; le perole sono scritte su un cartiglio che egli tiene nella mano sinistra;
- in alto a destra (riferimento 2) è rappresentata la scena classica della Visitazione: le due parenti, la Vergine Maria ed Elisabetta, avanzano una verso l'altra per abbracciarsi. Diversi personaggi assistono al loro incontro;
- a sinistra (riferimento 3) figura la nascita di Giovanni il Battista: alcune parti di questa scena sono scomparse; in una camera di ricca architettura italiana, Elisabetta è coricata nel suo letto, assistita da una domestica. Un'altra, dalla capigliatura ornata di perle le porta del cibo. In primo piano un'altra domestica seduta lava e fascia il neonato. La Vergine in piedi parla con una donna girata verso di lei;
- a destra (riferimento 4) sono rappresentate due scene dipinte all'interno di un'ogiva: a sinistra il bambino portato da una donna viene presentato a un uomo che procederà alla circoncisione mentre alla destra quattro ebrei chiedono a Zaccaria quale nome vuol dare al figlio[4];
- sotto la finestra (riferimento A), a sinistra, è rappresentato un papa in piedi, con una tiara, portante un piviale violetto con due cerchiature rosse, che tiene un cartiglio: si tratta probabilmente di Innocenzo VI;
- parimenti sotto la finestra (riferimento B) ma a destra sono rappresentati tre diaconi: quello di mezzo tiene in mano una borsa mentre gli altri due sono girati verso di lui. Quello di destra è evidentemente san Lorenzo, poiché tiene una graticola, segno del suo martirio, con la mano destra.

Gli affreschi sul muro est
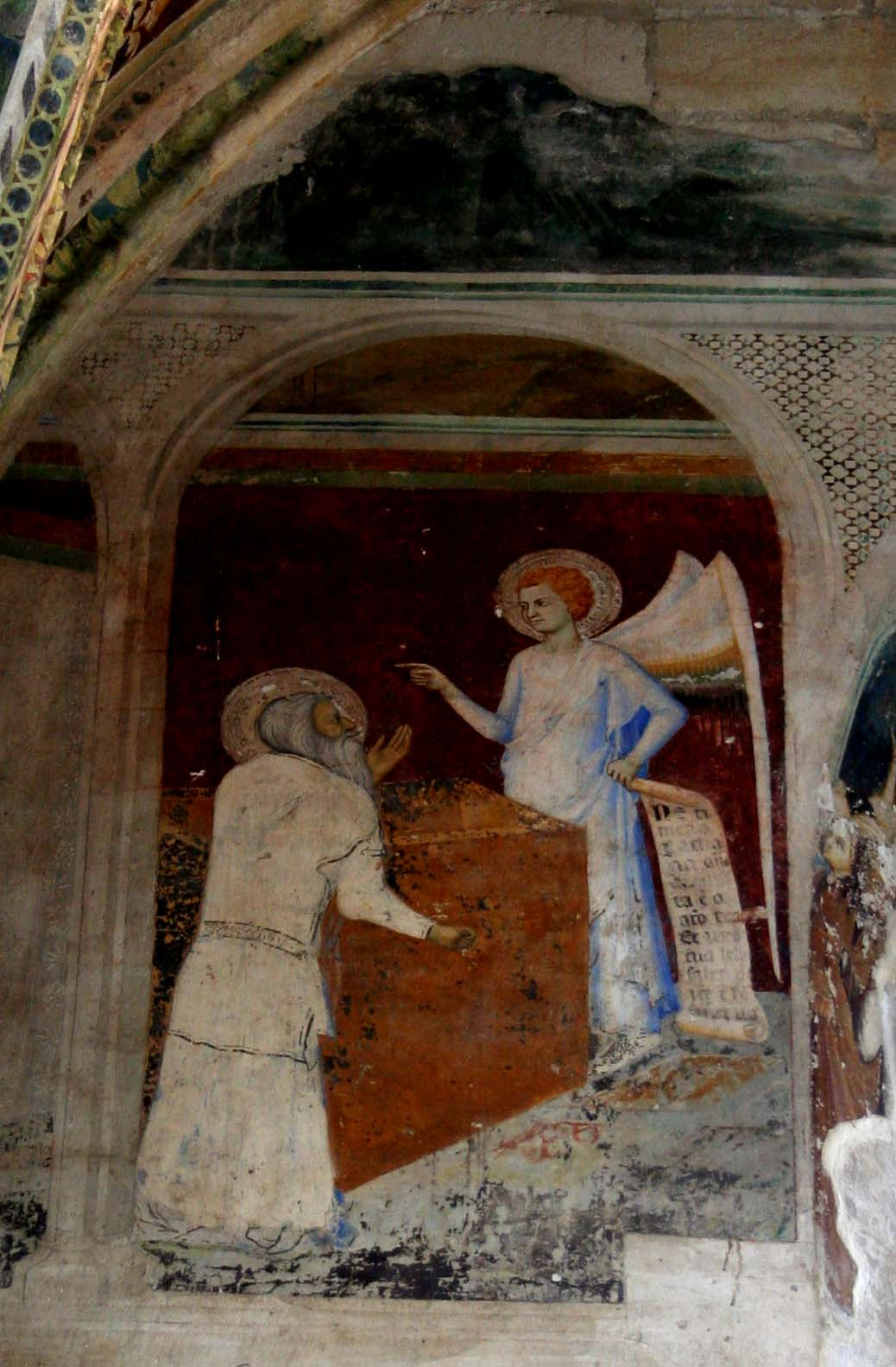
Apparizione dell'angelo a Zaccaria
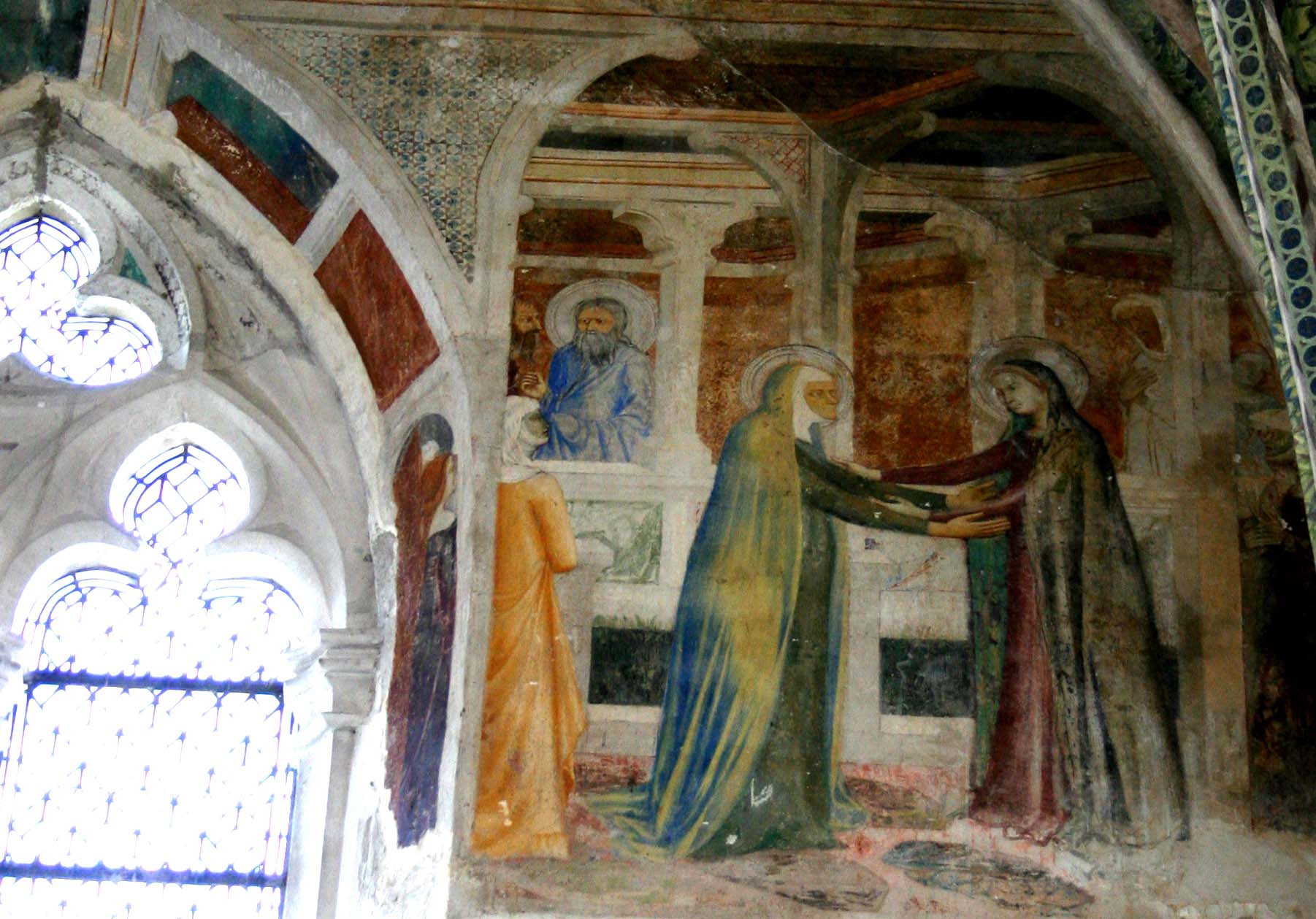
La Visitazione
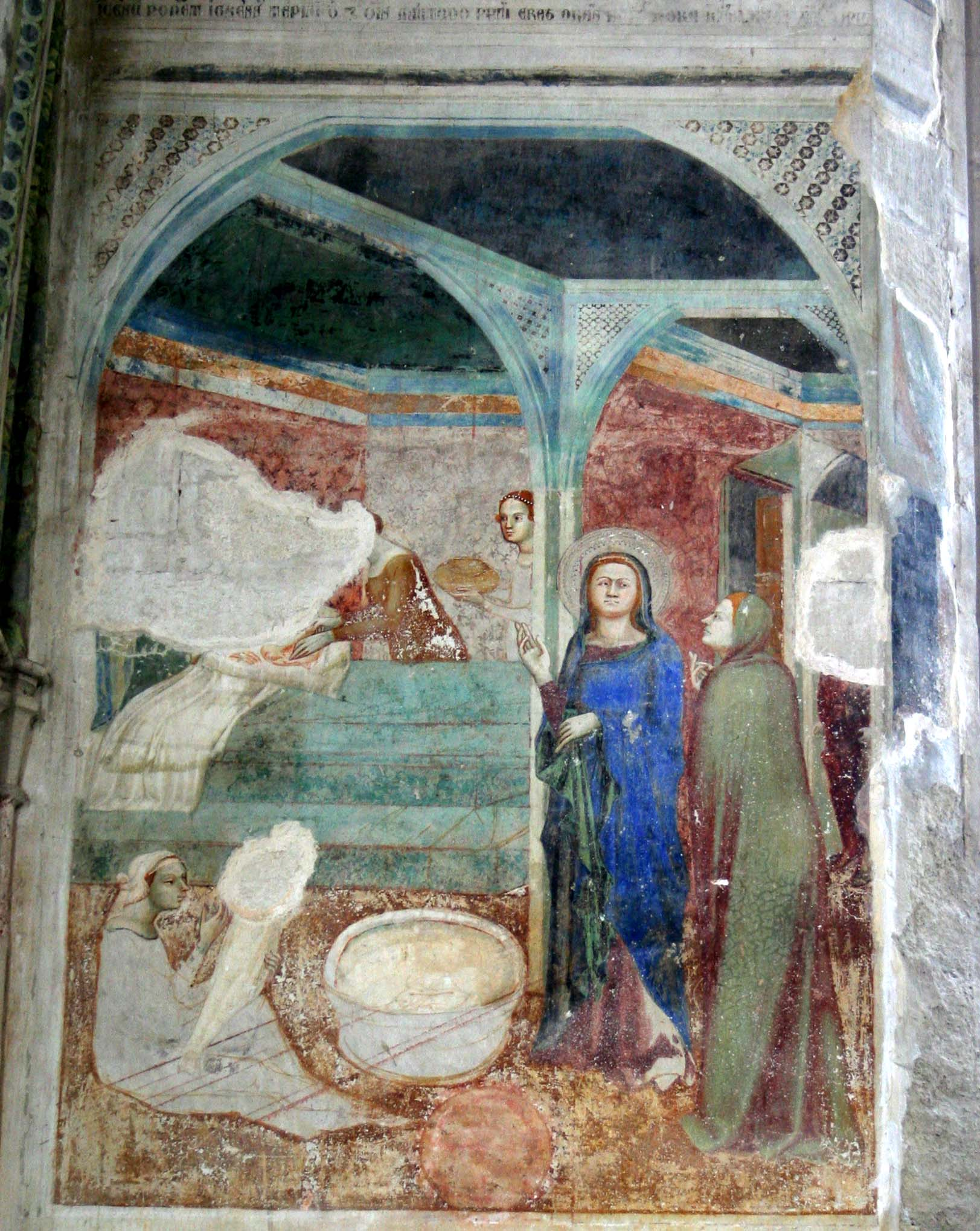
Nascita di Giovanni il Battista
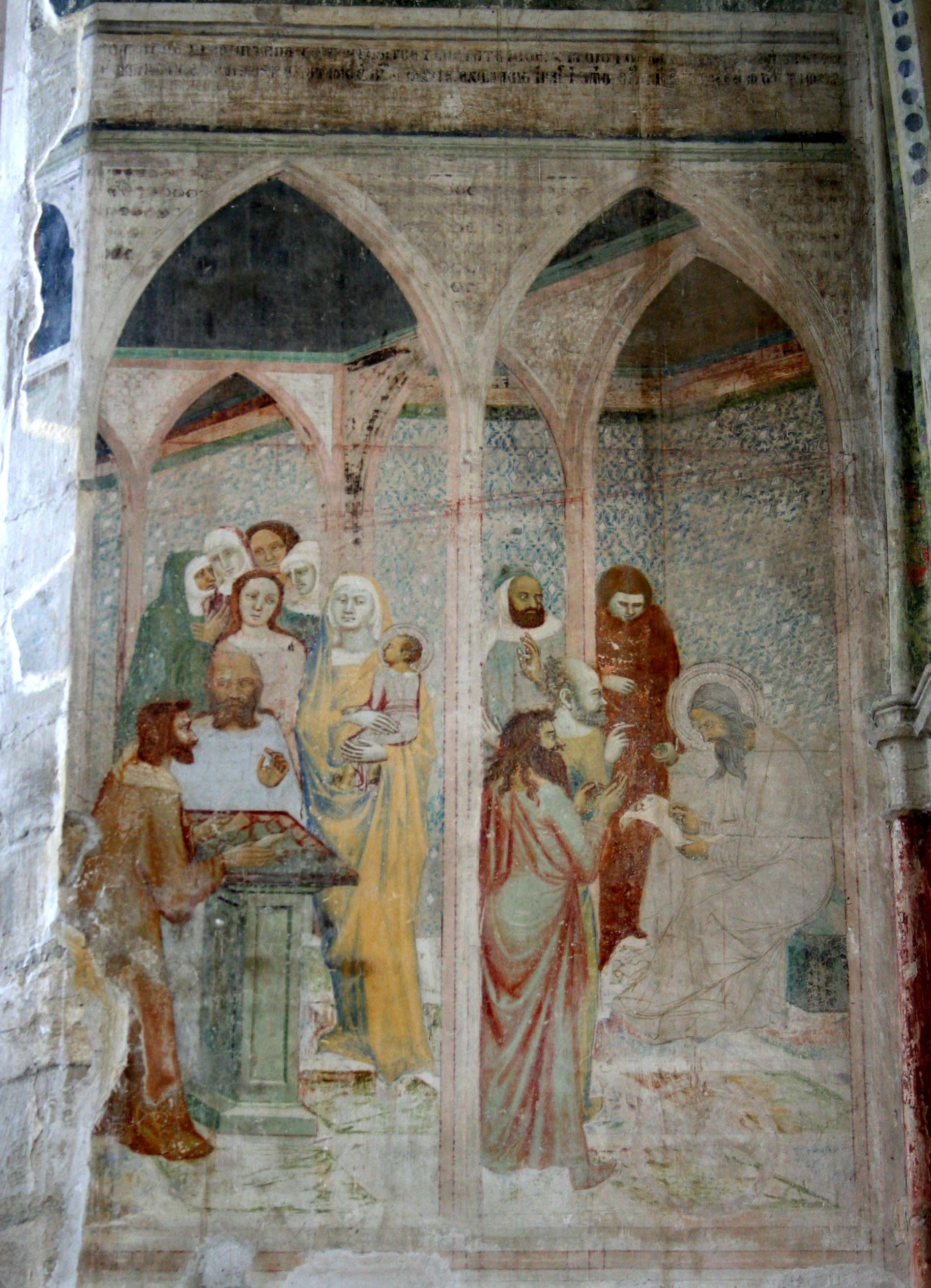
Circoncisione di Giovanni il Battista
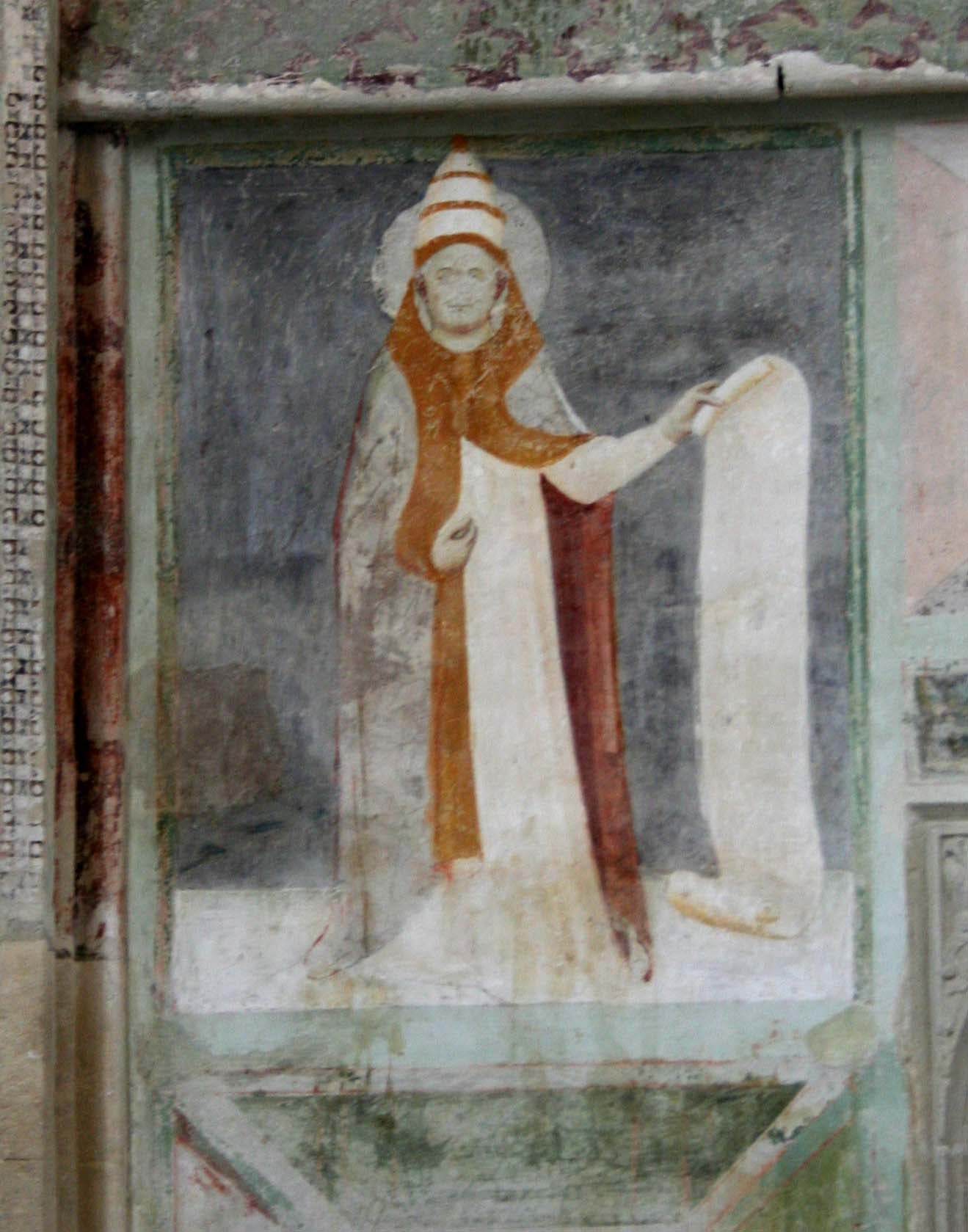
Un Papa
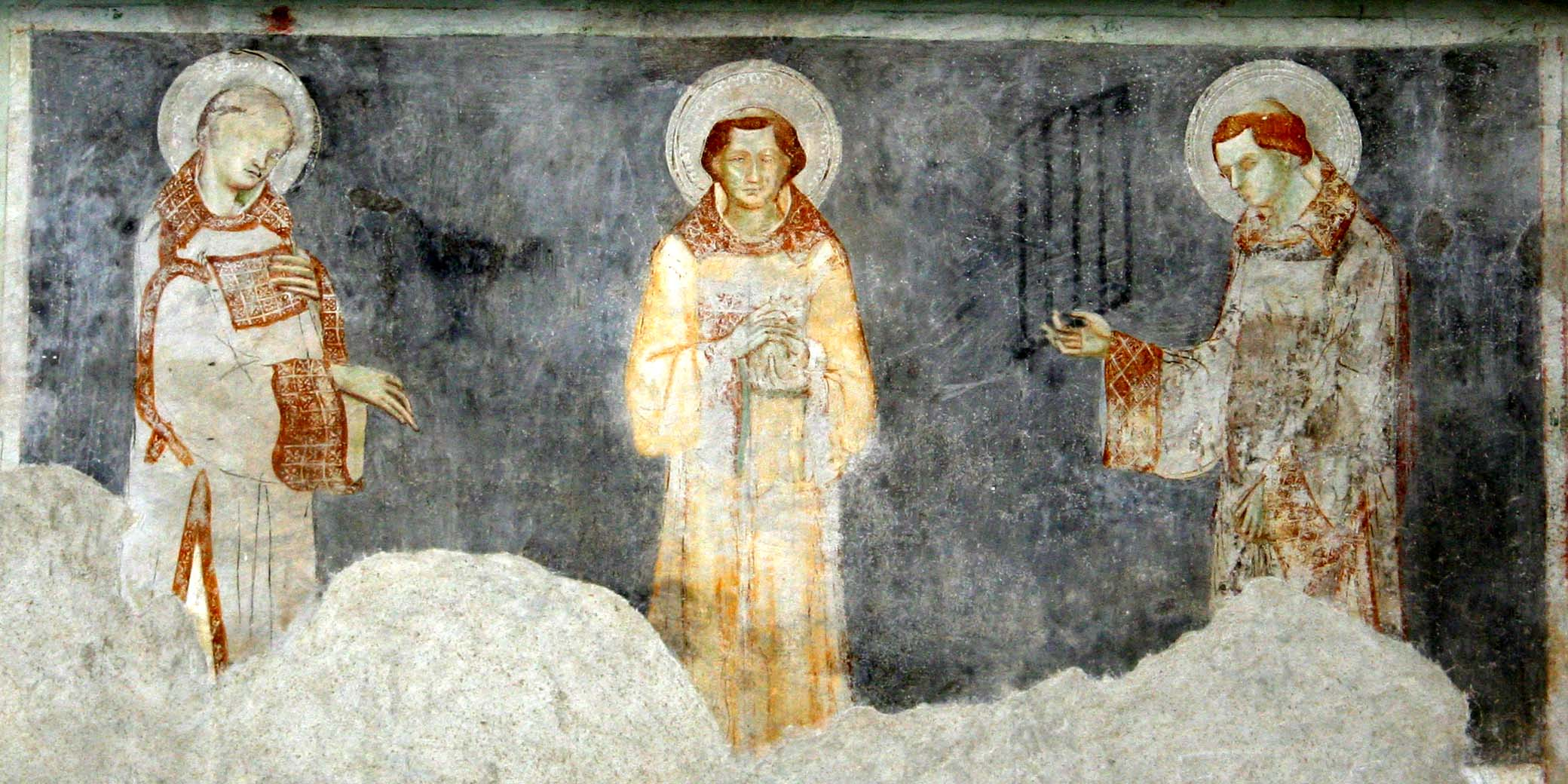
I tre Diaconi

#### Il muro di nord-est
Essendo questo pannello è più stretto del precedente, l'artista non ha potuto rappresentare che quattro apostoli (riferimenti da « C1 » a « C4 »), due uno sull'altro posti a lato e in alto alla finestra.
Il registro inferiore al di sotto della finestra (riferimento E) è decorato con un affresco rappresentante Innocenzo VI che venera la Vergine; quest'ultima è vestita con un grande mantello azzurro e presenta al papa inginocchiato il Bambino Gesù in piedi sulle sue ginocchia, che tiene un cartiglio. La figura del papa è scialba; la tiara sta davanti a lui .

#### Il muro nord

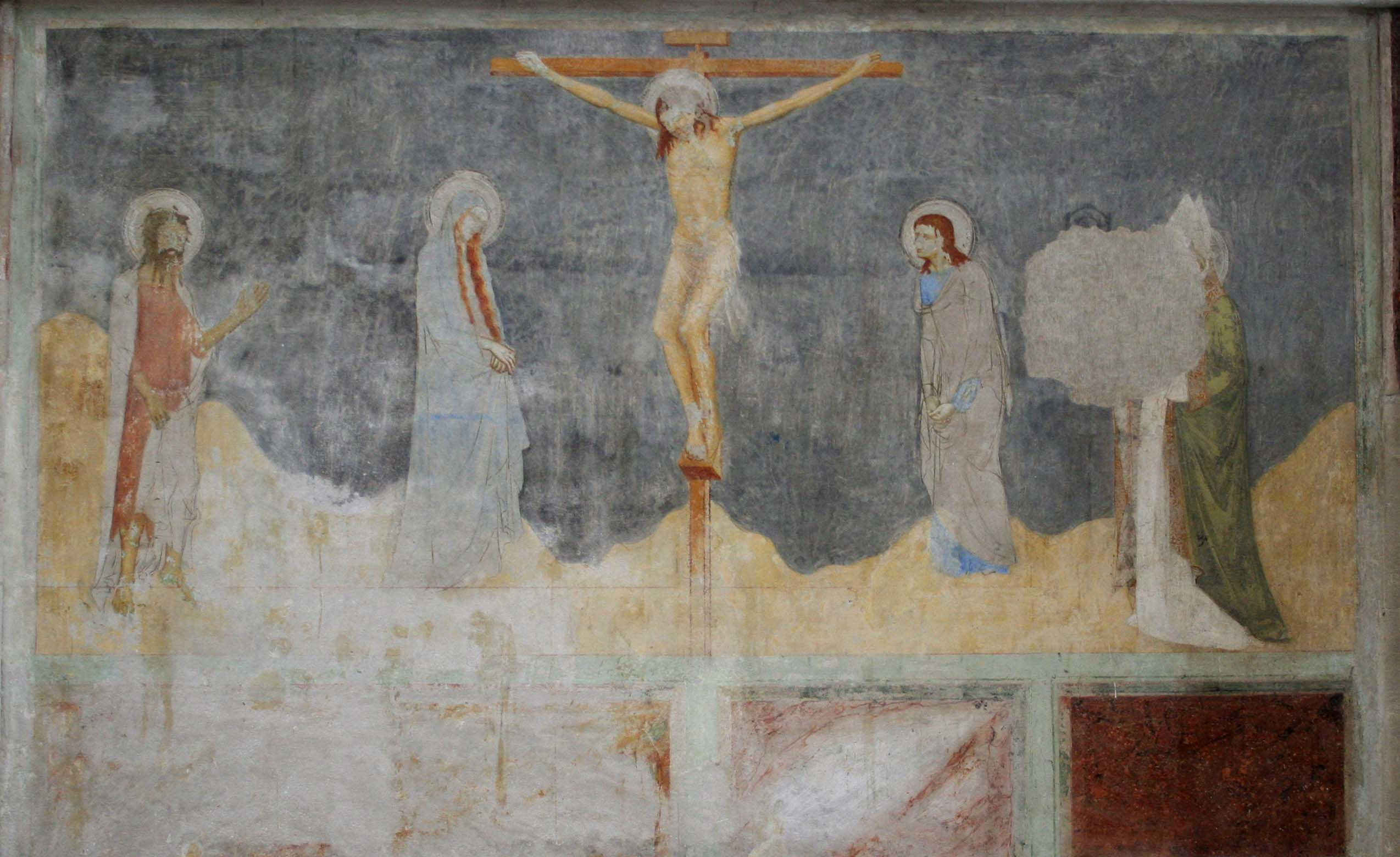
La Crocifissione

Questo pannello rappresenta parimenti quattro apostoli 
(riferimenti da C5 a C8 ») nel registro superiore.
Sotto la finestra un affresco rappresenta la crocifissione (riferimento D). Su uno sfondo grigio il corpo di Cristo è rappresentato smagrito. La croce è eretta tra la Vergine, a sinistra, e san Giovanni Evangelista a destra. Dietro la Vergine, avviluppata in una lunga tunica di un blu appassito e le mani una sull'altra, è rappresentato san Giovanni Battista con un mantello rosso su una tunica di pelo di cammello. Dietro a san Giovanni Evangelista, le mani incrociate in un'increspatura angosciata, è rappresentato un vescovo in piviale verde su una tunica bianca. Di fronte a questo affresco della crocifissione era posto una volta l'altare ove officiava il Papa.

#### Il muro nord-ovest
Su questo spiovente sono rappresentati solo quattro apostoli (riferimenti da C9 a C12).

#### Il muro ovest

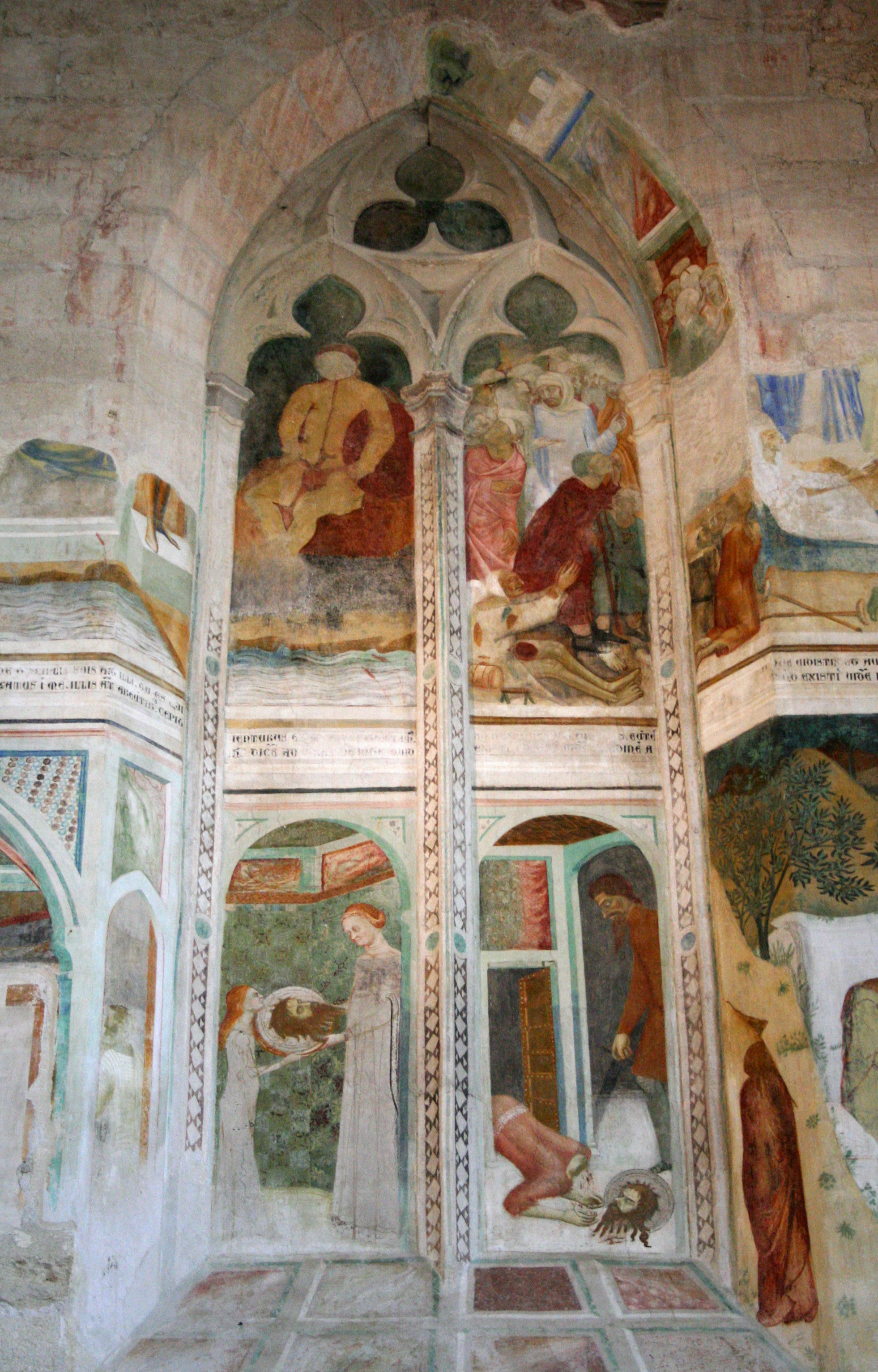
Scene della vita di san Giovanni Battista.

Questo è il muro opposto a quello est e rappresenta parimenti scene della vita di san Giovanni Battista. Su questa superficie l'artista ha potuto disporre di una superficie più ampia poiché la finestra è stata in origine cieca ma con il mantenimento della decorazione architettonica. L'affresco è fortemente alterato e non vi è più nulla nella parte inferiore. Si possono distinguere le seguenti scene:
- Giovanni Battista nelle acque del Giordano (riferimento 5) ;
- I ciechi vedono, gli storpi camminano (riferimento 6) ;
- Il festino di Erode (riferimento 7) ;
- La Decollazione di Giovanni : il boia sta per tagliare la testa al santo (riferimento 8 ») ;
- Salomé presenta la testa di Giovanni il Battista su un piatto a Erodiade (riferimento 9) ;
- Seppellimento di Giovanni il Battista da parte di quattro suoi discepoli (riferimento 10): il personaggio barbuto e il paesaggio con aranci e lauri sono del più grande interesse. Una donna in lutto dipinta nel vano della finestra entra in scena da un anfratto roccioso che dà accesso alla tomba[7].

### Il chiostro di san Giovanni

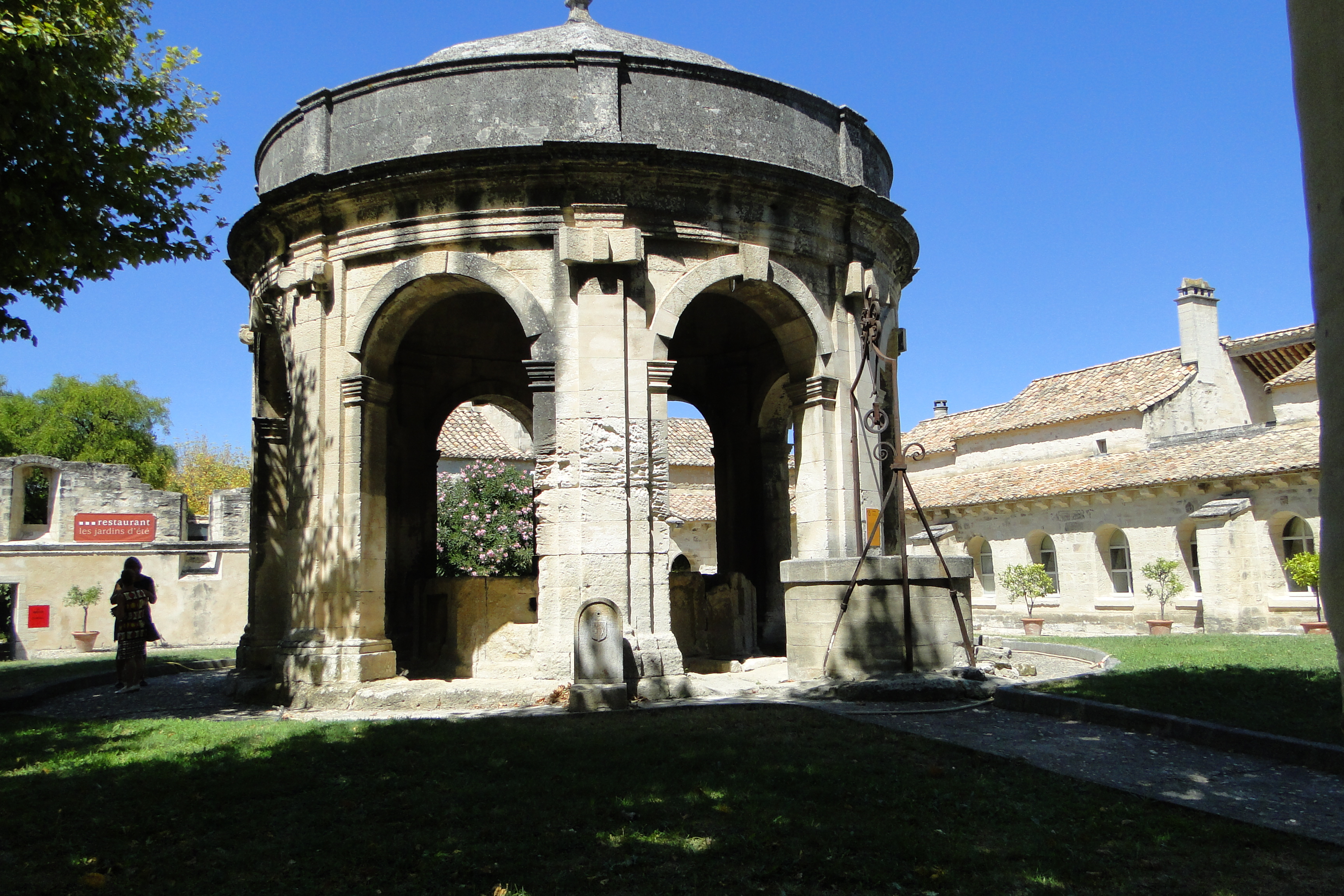
La fontana coperta nel chiostro di san Giovanni

Il chiostro di san Giovanni era situato nell'antico cortile del palazzo del cardinale Aubert. Dopo essere stato distrutto da un incendio, il pronipote cardinale Aubert v'installò dodici cella per monaci. Il centro del chiostro fu occupato da una fontana, che distribuiva l'acqua a tutta la comunità certosina. Dal bacino della fontana una canalizzazione sotterranea alimentava il chiostro dei morti, il cortile del sacrestano e il quartiere dei conversi. La fontana fu coperta da un'edicola della fine del XVIII secolo.

### La tomba d'Innocenzo VI

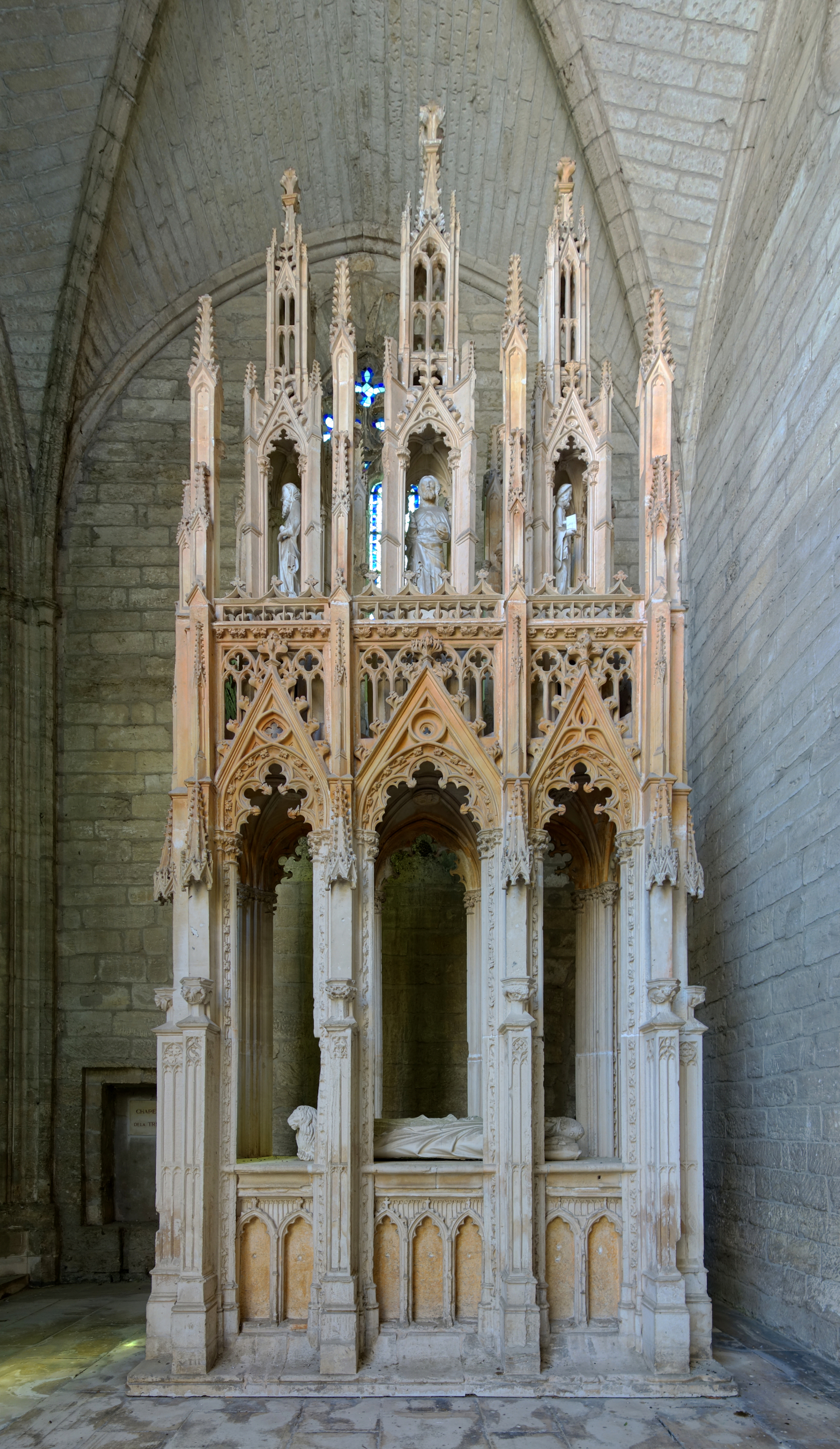
La tomba di papa Innocenzo VI.

Tra le tombe dei vari papi di Avignone, solo quella di Innocenzo VI è giunta a noi in buono stato nonostante le numerose vicissitudini subite. In effetti essa fu venduta durante la rivoluzione francese. Nel corso di un viaggio compiuto nella Francia meridionale nel 1834, Prosper Mérimée poté ammirare questa tomba che era
(Prosper Mérimée)
A seguito delle proteste di Mérimée, la tomba fu trasferita l'anno successivo a cura del comune di Villeneuve-lès-Avignon nella cappella dell'ospedale. Nel 1959 essa fu trasportata nel luogo originario, la cappella funeraria affiancata alla chiesa della certosa.
L'insieme monumentale è in pietra di Pernes. Il papa è rappresentato come statua giacente, in marmo bianco, i piedi posati su un leone accucciato; il tutto piazzato su un cubo massiccio decorato di arcate e nicchie ove alloggiavano le statue scomparse. La testa del papa è coperta da una tiara a triplice corona. Il baldacchino è sostenuto da otto grandi pilastri decorati con arcate sul lato esterno, nel quale sono ricavate nicchie che alloggiavano altrettante statue scomparse. La parte superiore del baldacchino contiene tre gugliette ospitanti ciascuna una statua in alabastro rappresentanti in quella centrale il Cristo che tiene in mano un globo e in quelle laterali i santi Pietro e Paolo; quest'ultimo, portante una spada e un libro, è rappresentato con una gran barba e il cranio calvo, il che ne consente la identificazione.
Innocenzo VI fece realizzare la tomba quando era ancora in vita, incaricando della costruzione dal dicembre 1361 Bertran Nogayrol, direttore dell'opera dei palazzi pontifici. Lo scultore della sua statua fu Bartholomé Cavallier.

### Dipinti e arredi
La certosa possedeva numerosi dipinti di artisti famosi e arredamenti in legno di gran pregio; alcuni di essi andarono perduti ma la loro esistenza è nota grazie ad un inventario dei beni mobili redatto durante la rivoluzione francese il 7 gennaio 1791. Alcune opere di arredamento sono conservate presso il Museo Calvet di Avignone, così come altri mobili e numerosi dipinti sono conservati nel Museo Pierre-de-Luxembourg di Villeneuve-lès-Avignon.

Opere provenienti dalla certosa
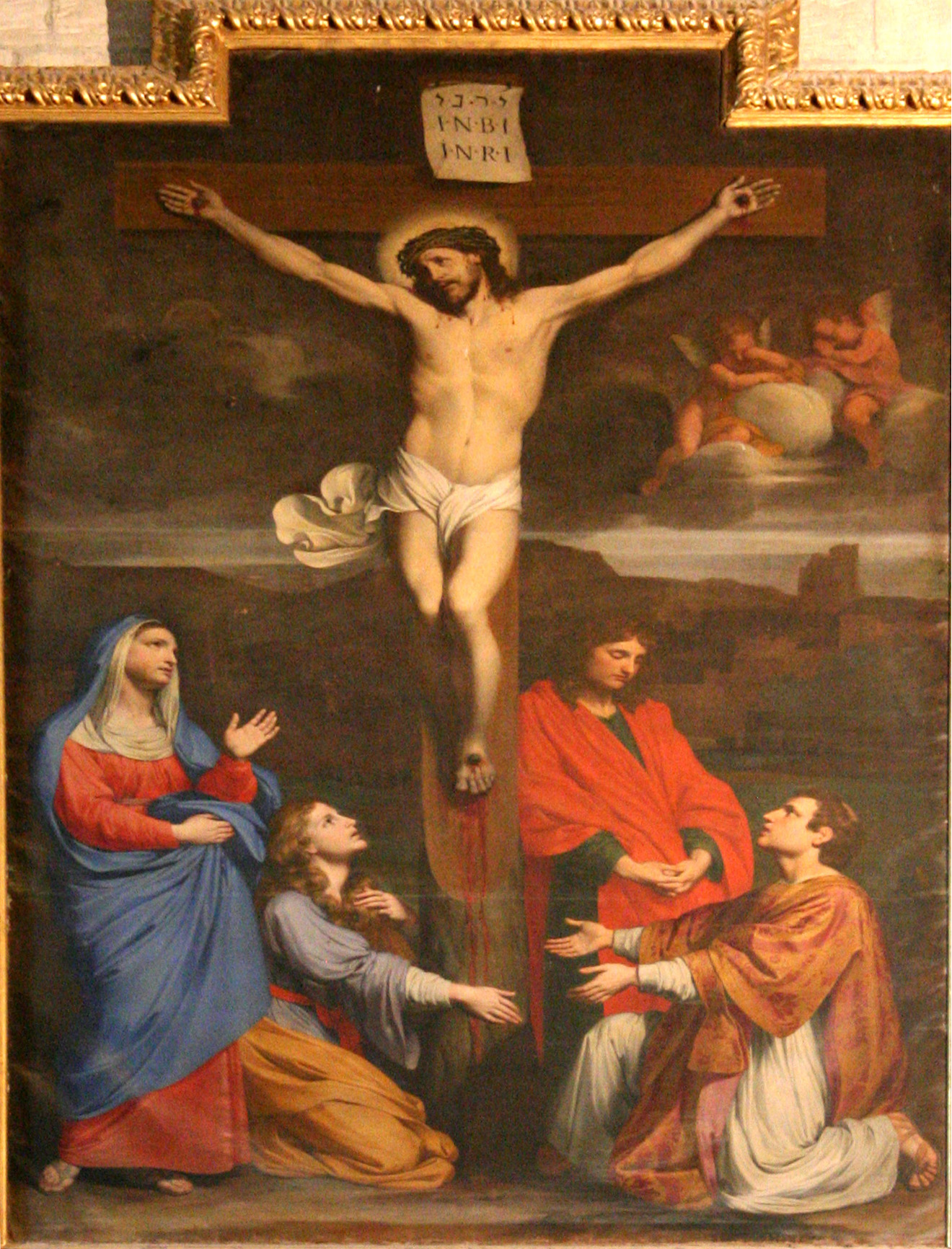
Reynaud Levieux, La Crocifissione, Collegiale Notre-Dame de Villeneuve-lès-Avignon.
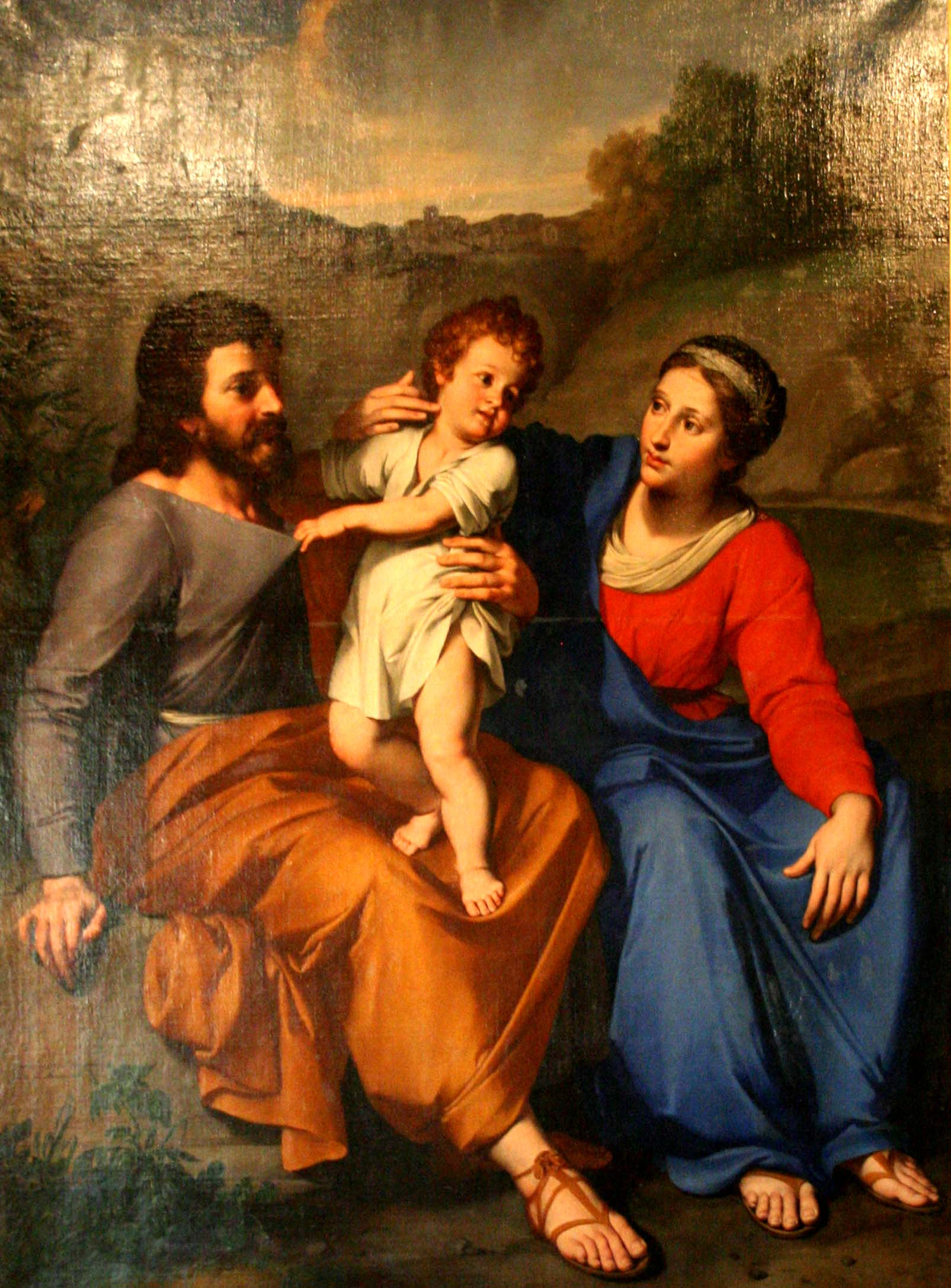
Reynaud Levieux, La Sacra famiglia, Villeneuve-lès-Avignon, museo Pierre-de-Luxembourg.
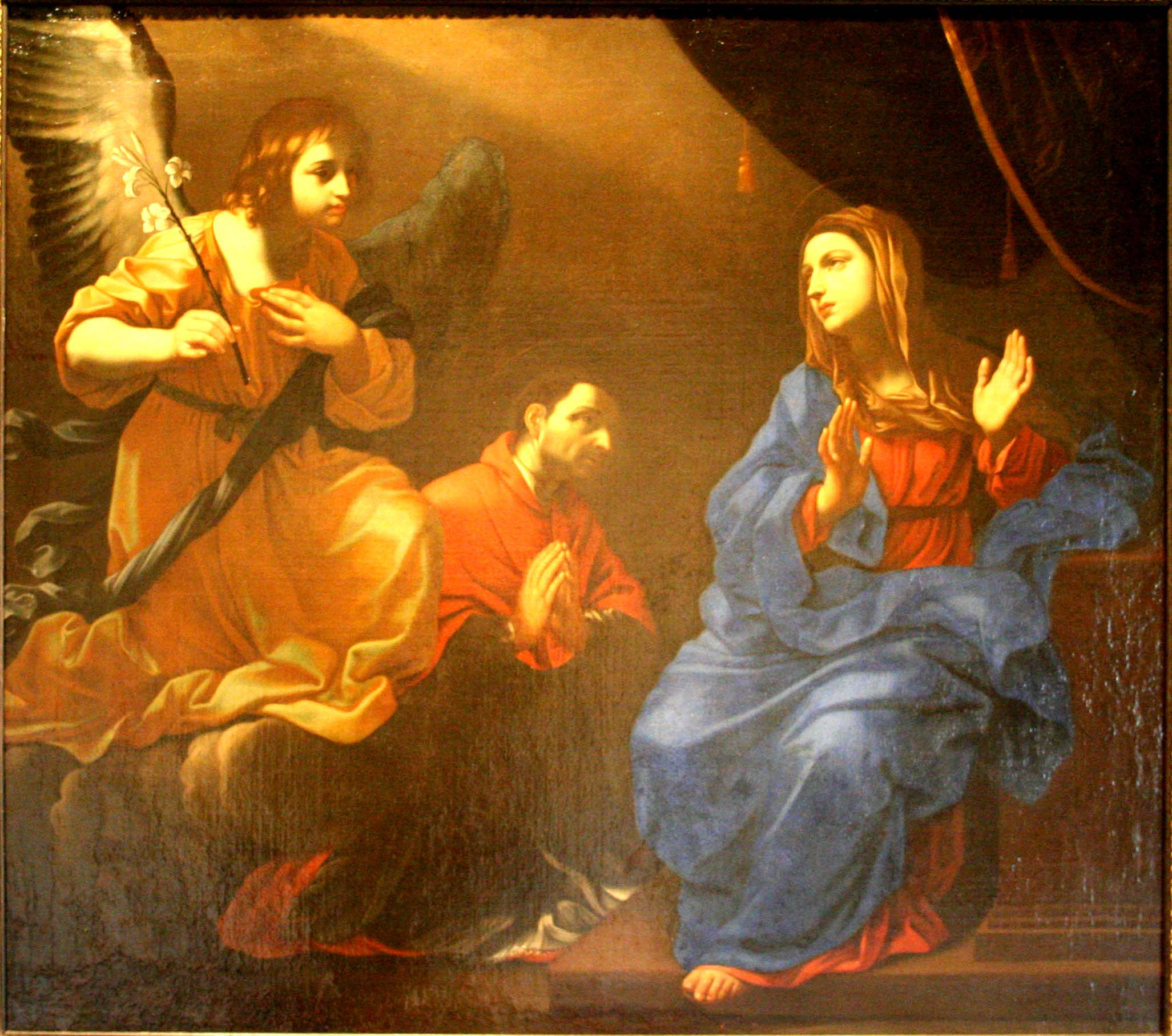
Nicolas Mignard, L'Annunciazione con san Carlo Borromeo, Villeneuve-lès-Avignon, museo Pierre-de-Luxembourg.
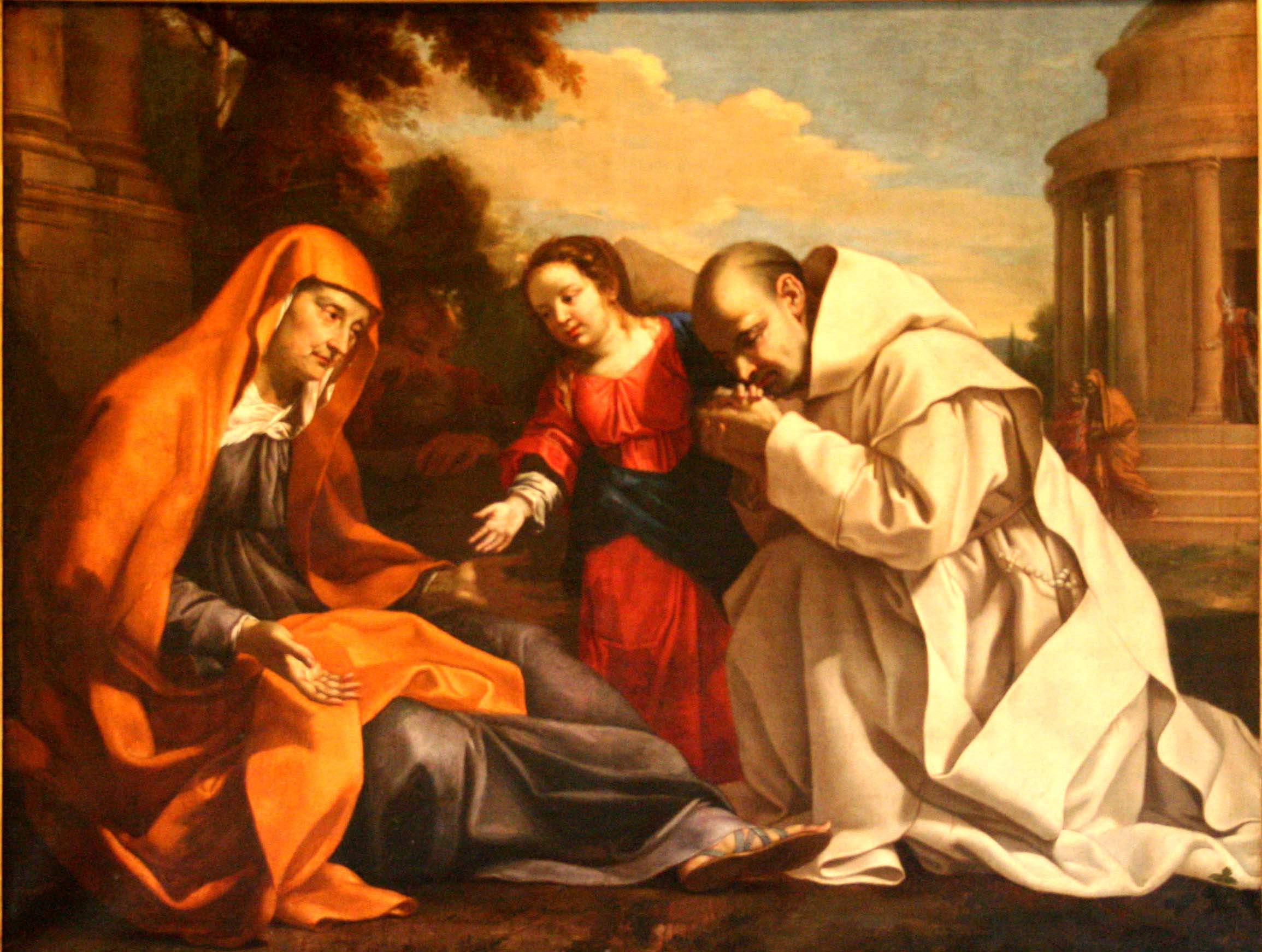
Nicolas Mignard, Sant'Anna, la Vergine e un certosino, Villeneuve-lès-Avignon, museo Pierre-de-Luxembourg.